# 佐龙镇
佐龙镇，是中华人民共和国陕西省安康市岚皋县下辖的一个乡镇级行政单位。

## 行政区划
佐龙镇下辖以下地区：
佐龙街道社区、杜坝村、乱石沟村、金珠店村、金珠沟村、佐龙村、马宗村、花坝村、西湘村、雪溪村、长春村、青竹村、天烛村、腊烛村、正沟村、朝阳村、塔元村、双喜村、黄兴村、华兴村、明兴村和远景村。